# Lawrence Richardson Jr.
Lawrence Richardson Jr. (geboren am 2. Dezember 1920 in Altoona, Pennsylvania; gestorben am 21. Juli 2013 in Durham, North Carolina) war ein US-amerikanischer Klassischer Philologe und Klassischer Archäologe.
Lawrence Richardson Jr. studierte Classics an der Yale University und erlangte 1942 seinen B.A. Die hierfür verfasste und von Clarence Whittlesey Mendell (1883–1970) betreute Preisschrift „Poetical Theory in Republican Rome“ widmete sich den Werken von Catull bis Vergil und insbesondere der Entwicklung des römischen Epyllion. Als Rome Prize-Stipendiat kam er 1947 an die American Academy in Rome und gehörte zur ersten Generation der nach dem Zweiten Weltkrieg derart ausgezeichneten jungen Wissenschaftler. Weitere Förderungen durch das Fulbright-Programm, das Guggenheim-Stipendium und ein Stipendium des American Council of Learned Societies ermöglichten es ihm, seinen Aufenthalt in Rom mit Unterbrechungen bis 1954 auszudehnen. Im Jahr 1950 wurde er Fellow der American Academy in Rome, 1952 erfolgte die Promotion zum Ph.D. an der Yale University. Thema seiner Dissertation war „Pompeii: The Casa dei Dioscuri and Its Painters.“
Von 1952 bis 1955 war er leitender Feldarchäologe der von der American Academy durchgeführten Ausgrabungen im italienischen Cosa, ein Forschungsgebiet, dem Richardson lange verbunden blieb. 1955 kehrte er mit seiner Frau, der Archäologin Emeline Hill Richardson, mit der er seit 1952 verheiratet war und die wie er an den Ausgrabungen in Cosa teilgenommen hatte, in die Vereinigten Staaten zurück. Im Jahr 1961 wurde er James B. Duke Professor of Classical Studies an der Duke University in Durham und hielt diesen nach James Buchanan Duke – Industrieller und Gründer des Tabakkonzerns American Tobacco, der wie seine Familie überhaupt die nach ihnen umbenannte Duke University förderte – benannten Lehrstuhl bis zu seiner Emeritierung 1991. In all den Jahren war er aktives Mitglied der American Academy in Rom, der er in verschiedenen Positionen, unter anderem im Exekutivkomitee, diente. 1979 war er zudem Resident der Akademie. An der School of Classical Studies, einer der Einrichtungen, aus deren Zusammenschluss die Akademie hervorgegangen war, war er 1981/82 Mellon Professor-in-Charge.
Schwerpunkte seiner Forschungen, mit deren Ergebnissen er immer wieder wichtige Diskussionen anstieß und scheinbar Altbekanntes in Frage stellte, waren neben seinen philologischen Untersuchungen etwa zu Properz die pompejanische Wandmalerei, die Topographie Pompejis und vor allem Roms.
Für seine Leistungen im Bereich der Feldforschung, der Lehre und der Publikationstätigkeit – hier ist vor allem sein einflussreiches New Topographical Dictionary of Ancient Rome zu nennen – erhielt Richardson 2012 die Goldmedaille des Archäologischen Instituts von Amerika. Nach dem Tod seiner Frau 1999 stiftete er in ihrem Namen ein Rome Prize-Stipendium für Doktoranden.

## Publikationen (Auswahl)
- Poetical Theory in Republican Rome. An Analytical Discussion of the Shorter Narrative Hexameter Poems Written in Latin During the First Century Before Christ (= Undergraduate Prize Essays: Yale University. Band 5, ZDB-ID 1154543-4). Yale University Press, New Haven CT 1944 (Digitalisat).
- Pompeii: The Casa dei Dioscuri and its Painters (= Memoirs of the American Academy in Rome. Band 23). American Academy in Rome, Rom 1955 (JSTOR:i393794).
- mit Frank Edward Brown, Emeline Hill Richardson: Cosa II. The Temples of the Arx (= Memoirs of the American Academy in Rome. Band 26). American Academy in Rome, Rom 1960 (JSTOR:i393797).
- als Herausgeber: Propertius: Elegies I–IV. University of Oklahoma Press, Norman OK 1977.
- Pompeii. An Architectural History. Johns Hopkins University Press, Baltimore MD u. a. 1988, ISBN 0-8018-3533-X.
- A New Topographical Dictionary of Ancient Rome. Johns Hopkins University Press, Baltimore MD u. a. 1992, ISBN 0-8018-4300-6.
- mit Frank E. Brown, Emeline Hill Richardson: Cosa III. The Buildings of the Forum (= Memoirs of the American Academy in Rome. Band 37). Pennsylvania State University Press, University Park PA 1993, ISBN 0-271-00825-3 (JSTOR:i393808).
- A Catalog of Identifiable Figure Painters of Ancient Pompeii, Herculaneum, and Stabiae. Johns Hopkins University Press, Baltimore MD u. a. 2000, ISBN 0-8018-6235-3.